# Kirche Hl. Sava (Jarmenovci)

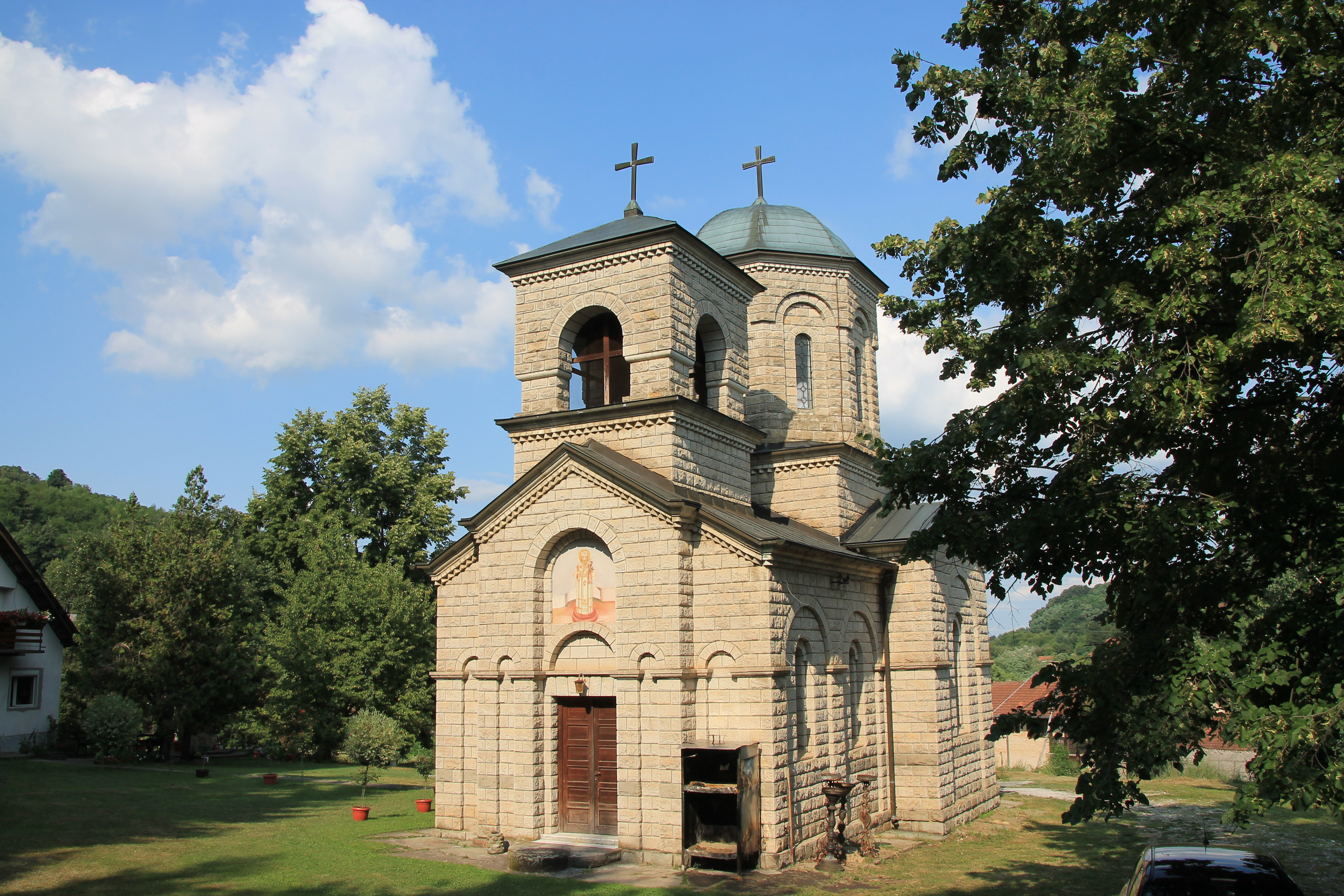
Die Kirche Hl. Sava in Jarmenovci

Die Kirche Hl. Sava (serbisch: Црква Светог Саве, Crkva Svetog Save), auch Kirche Hl. Sava von Serbien genannt, ist eine serbisch-orthodoxe Kirche im zur Opština Topola gehörendem Dorf Jarmenovci im Okrug Šumadija im zentralen Serbien.
Die von 1968 bis 1972 erbaute Kirche ist dem serbischen Nationalheiligen, dem ersten Erzbischof und dem Erleuchter des serbischen Volkes, Hl. Sava von Serbien geweiht. Sie ist die Pfarrkirche der Pfarrei Jarmenovci im Dekanat Kačer, der Eparchie Žiča der Serbisch-Orthodoxen Kirche.

## Lage
Die Kirche steht im Ortszentrum des um die 390 Einwohner zählenden Dorfes Jarmenovci, südwestlich der Gemeindehauptstadt Topola.

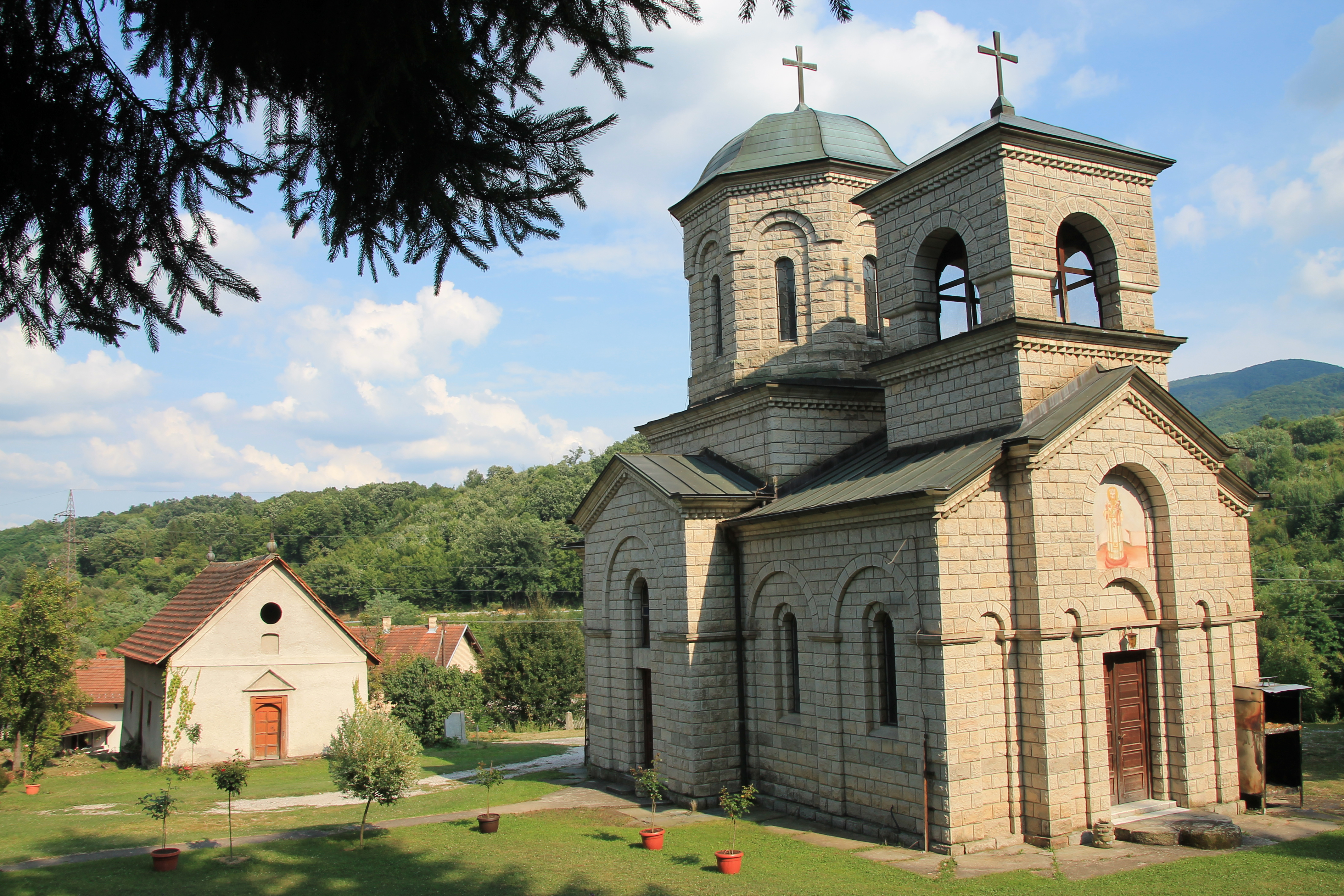
Blick auf die Kirche Hl. Sava und die im Hintergrund stehende Mariä-Schutz-und-Fürbitte-Kirche

Im Kirchhof stehen neben der Kirche Hl. Sava, auch die ältere als Kulturdenkmal geschützte Mariä-Schutz-und-Fürbitte-Kirche und ein im Jahre 1923 erbautes Denkmal für die Soldaten aus den Befreiungskriegen von 1912 bis 1918.

## Geschichte
Die Kirche wurde von 1968 bis 1972 zur Zeit des Pfarreipriesters Radivoje Pinić im damaligen sozialistischen Jugoslawien erbaut. Nach der Beendigung der Bauarbeiten im Jahre 1972, wurde die Kirche Hl. Sava vom damaligen Bischof der Eparchie Žiča Vasilije (Kostić) feierlich eingeweiht. Derzeitiger Pfarreipriester ist Dragan Mijailović.

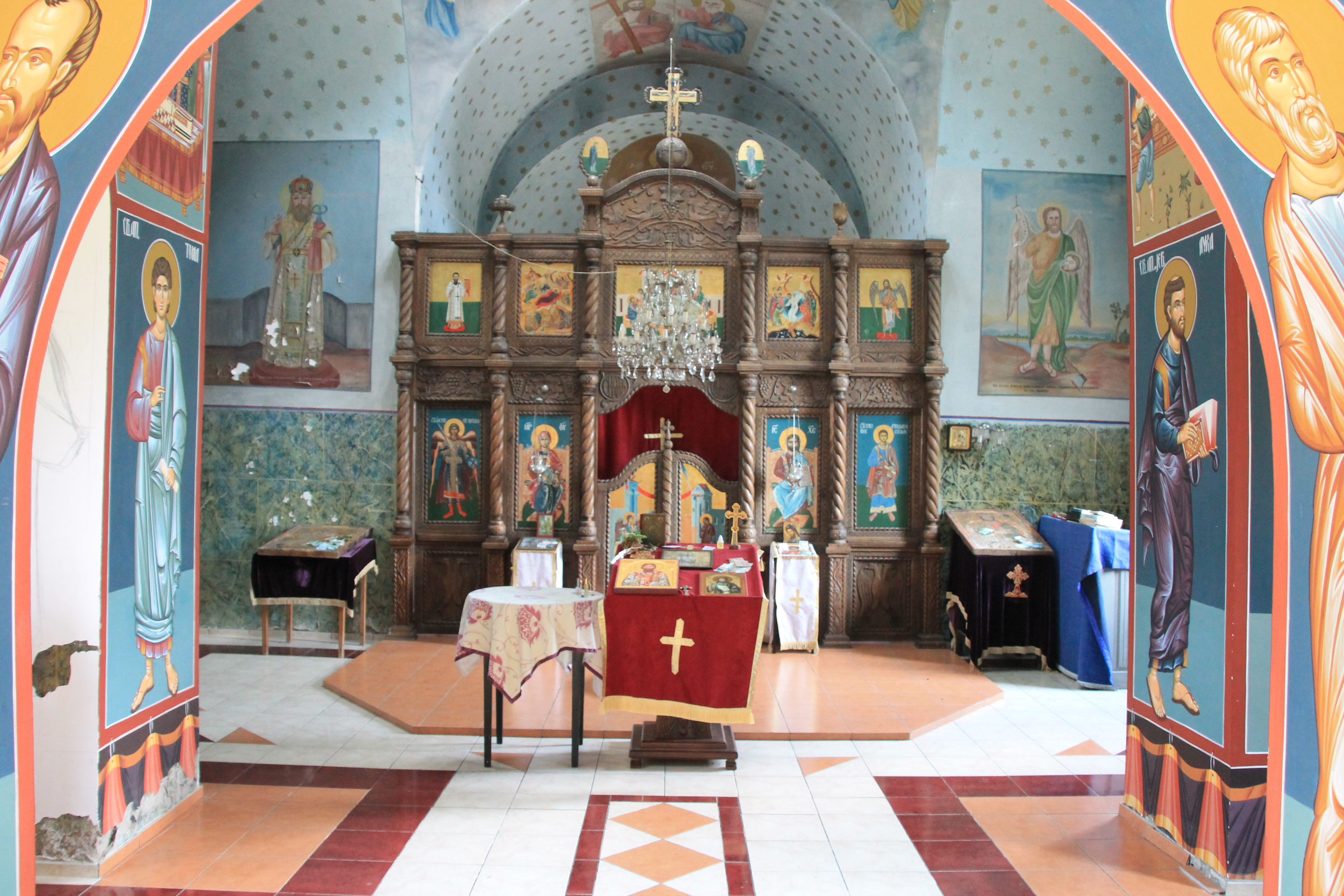
Blick auf die Ikonostase

## Architektur
Die Kirche ist im traditionellen Serbisch-byzantinischen Baustil erbaut mit einer Altar-Apsis im Osten, einer Rundkuppel in der Mitte des Kirchenschiffes bei der Kreuzung der Seitenarme der Kirche und einem kleinen Kirchturm über der Westfassade der Kirche.
Der Grundriss ist ein Griechisches Kreuz. Der Haupteingang der Kirche befindet sich an der Westseite der Kirche und zwei weitere an der Südseite.
Sie besitzt typisch für Orthodoxe Kirchenbauten eine Ikonostase mitsamt Ikonen. Auch ist sie im Inneren mit zum Teil byzantinischen Fresken bemalt.

## Belege
- Artikel über die Kirche auf der Seite der Eparchie Žiča, (serbisch)